# Gotthard Heinrici
Gotthardt Heinrici (Gumbinnen, 25 dicembre 1886 – Karlsruhe, 10 dicembre 1971) è stato un generale tedesco durante la seconda guerra mondiale.
L'esperienza maturata sul fronte orientale in lunghi anni di guerra contro i sovietici fecero di Heinrici uno dei più abili tattici difensivi della Wehrmacht.
Sulla sua carriera, tuttavia, influirono in modo assai negativo i rapporti tesi che Heinrici ebbe con i vertici dello Stato nazista, a partire proprio da Hitler ed Hermann Göring. Ciononostante proprio a lui fu affidato il comando delle truppe tedesche poste a fermare l'attacco dell'Armata Rossa nella battaglia di Berlino durante l'ultima offensiva sovietica sul fronte orientale alla fine di aprile del 1945.

## Biografia
Gotthard Heinrici nacque a Gumbinnen, nella Prussia Orientale, il 25 dicembre 1886; figlio di un pastore luterano, Heinrici era un uomo di profonde convinzioni religiose: la sua etica era fondamentalmente ispirata ai principi cristiani e frequentava regolarmente con la famiglia le funzioni nei giorni di festa. Proprio questo suo attaccamento alla religione fece sorgere i primi contrasti tra lui ed i nazisti: nel 1939 infatti gli fu consigliato di non recarsi più alle funzioni domenicali con la famiglia poiché i vertici del nuovo Stato ritenevano che fosse poco appropriato per un alto ufficiale della Wehrmacht partecipare a funzioni religiose pubbliche; ciononostante Heinrici continuò regolarmente a frequentare le messe domenicali in famiglia finché ne ebbe la possibilità.
Heinrici non aderì mai al partito nazista, anche se questo non fece di lui un membro dei circoli di resistenza militare al regime; egli era principalmente un ufficiale legato, così come suo cugino Gerd von Rundstedt, all'antica tradizione di servizio degli ufficiali aristocratici prussiani, i membri della famiglia Heinrici, infatti, avevano prestato servizio come soldati sin dal XII secolo e Gotthard continuò la tradizione arruolandosi nel 1905 a soli diciannove anni.
Sua moglie Gertrude, da cui ebbe due figli (Hartmut e Gisela), era di origine ebraica. Per evitare a questa famiglia di finire nelle limitazioni imposte dalle leggi razziali di Norimberga del 1935, Hitler in persona consegnò loro un Certificato di sangue tedesco (tedesco: Deutschblütigkeitserklärung).

## Prima guerra mondiale
Il giovane Heinrici partecipò alle battaglie della prima guerra mondiale sia sul fronte orientale che su quello occidentale; in particolare prese parte alla famosa battaglia di Tannenberg del 1914.
Per i meriti dimostrati al fronte, fu insignito di diverse onorificenze, tra cui la Croce di Ferro di prima e di seconda classe. Durante gli scontri, fu anche vittima di un attacco con armi chimiche a gas, fortunatamente per lui non letale.

## Seconda guerra mondiale
Come nel corso del conflitto precedente, Heinrici prestò servizio su entrambi i fronti della seconda guerra mondiale. Ben presto si affermò come uno dei più abili tattici difensivi della Wehrmacht, dimostrando tenacia e determinazione in tutti i teatri dove fu impegnato. Queste caratteristiche gli valsero l'appellativo, datogli dai suoi ufficiali sottoposti, di Unser Giftzwerg, letteralmente “nostro nano velenoso”; in questo modo essi constatavano tanto la resistenza e la tenacia dell'ufficiale, quanto la sua bassa statura.

### Campagna di Francia
Nel corso della campagna di Francia, Heinrici fu assegnato al Gruppo d'armate C, comandato dal Generaloberst Wilhelm Ritter von Leeb, alla guida del XII Corpo d'Armata, inquadrato nella I Armata, comandata dal generale Erwin von Witzleben, che doveva difendere le posizioni tedesche nel tratto settentrionale della linea Maginot.
La sua unità non fu coinvolta direttamente nello sfondamento iniziale e nella Blitzkrieg realizzata dalla Wehrmacht. Tuttavia, quando ebbe inizio la seconda fase delle operazioni in Francia, anche il XII Corpo d'armata fu coinvolto in operazioni offensive. Il 14 giugno 1940 le truppe di Heinrici sfondarono le posizioni francesi a difesa della linea Maginot.

### Barbarossa
Nel 1941 Heinrici prende parte all'invasione tedesca dell'Unione sovietica al comando del XLIII Corpo d'armata, inquadrato nella Panzergruppe 2 di Heinz Guderian. Dopo aver realizzato alcune importanti ma non decisive vittorie, la Wehrmacht viene fermata dai sovietici quando ormai era alle porte di Mosca: la controffensiva sovietica lanciata nel dicembre 1941, anzi, costrinse i tedeschi a passare sulla difensiva per evitare di essere travolti dall'Armata rossa. In questo quadro, il 20 gennaio 1942 Heinrici assunse il comando della IV Armata: un'unità particolarmente esposta al fuoco nemico dato che difendeva un tratto centrale del fronte, sulla strada che da Smolensk portava a Mosca.
La IV Armata riuscì a difendere le sue posizioni per dieci settimane, e questa esperienza permise al comandante tedesco di utilizzare un approccio alla difesa realizzando un dispositivo incentrato sulla dottrina della cosiddetta "difesa elastica". Alla fine del conflitto, Heinrici spiegò in questo modo i principi tattici su cui impostò la difesa tedesca in questa difficile battaglia: «...quando accertavo che i russi si concentravano per un attacco, ritiravo le mie truppe, con il favore della notte, dalla prima alla seconda linea, di solito arretrata di circa due chilometri. Il risultato era che i russi menavano il loro primo colpo a vuoto e che i loro ulteriori attacchi non avevano lo stesso impeto. Naturalmente, una condizione necessaria del successo era la conoscenza della data precisa dell'attacco, e questo cercavo di ottenerlo mandando pattuglie a catturare prigionieri. Dopo che l'attacco russo era stato infranto, continuavo a mantenere la seconda linea come nuova posizione avanzata, mentre nei settori che non erano stati attaccati le truppe avanzavano di nuovo per rioccupare la prima linea».
Il sistema di difesa ideato da Heinrici funzionò bene in quest'occasione, nonostante le condizioni delle truppe sotto il suo comando fossero pessime; non solo, infatti, dovevano guardarsi dagli attacchi nemici, ma dovevano curare un nemico diverso e altrettanto insidioso: l'inverno russo. Le truppe tedesche non erano correttamente equipaggiate per sopportare un clima così rigido; ciò causò molti decessi tra i soldati e rese ancor più difficile la difesa del fronte da parte della IV Armata.
Lo schema di difesa elastica si rivelò quindi vincente anche in una condizione estremamente critica per i tedeschi. Tuttavia esso contravveniva gli ordini di Hitler, che esigeva dai suoi generali una difesa fissa delle posizioni, negando l'autorizzazione a qualsiasi arretramento. Heinrici preferì, però, seguire metodi tatticamente più validi, contravvenendo così alle disposizioni del Führer: il fronte arretrò di qualche chilometro, ma le linee tedesche non vennero sfondate.

### Smolensk

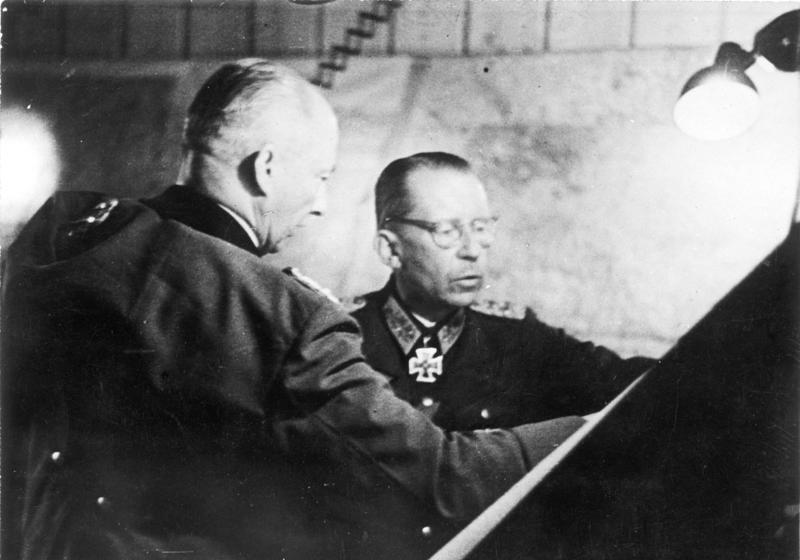
Il generale Gotthard Heinrici (a destra), insieme al feldmaresciallo Günther von Kluge nel 1943

Dopo il fallimento dell'attacco tedesco nel saliente di Kursk, che privò la Wehrmacht di molti mezzi, risorse e riserve, l'iniziativa sul fronte orientale passò saldamente in mano sovietica. Le truppe della IV Armata non furono più in grado di opporre un'efficace resistenza e, dopo la sconfitta nella seconda battaglia di Smolensk, furono costrette a ritirarsi assieme al resto del Gruppo d'armate Centro.
Abbandonando Smolensk, Heinrici si rifiutò di applicare l'ordine del Führer di fare terra bruciata di tutte le città che ci si lasciava alle spalle ritirandosi. Questa cosa, ovviamente, irritò moltissimo i vertici nazisti e Hitler stesso, ma Heinrici si giustificò dicendo che non avrebbe potuto radere al suolo una città attraverso la quale le sue truppe si stavano ritirando. Per punire il generale del suo atteggiamento irriverente, nel dicembre del 1943 Heinrici fu destituito dal comando e mandato nella riserva ufficiali per un periodo di convalescenza dopo una recente malattia.
Fu così che il generale tedesco trascorse diversi mesi a Karlsbad, allontanato delle operazioni militari di prima linea. Nell'estate del 1944, però, dopo otto mesi di riposo fu nuovamente chiamato a guidare la I Armata corazzata tedesca e la I Armata ungherese, che si stavano battendo contro i sovietici nel settore meridionale del fronte. Nonostante l'incombente minaccia dei sovietici, Heinrici riuscì a condurre in salvo la I Armata corazzata in Slovacchia. La tenacia del generale nel dirigere questi scontri gli valse il 3 marzo 1945 la Croce di Cavaliere con Fronde di Quercia e Spade.

### La difesa sull'Oder
Dopo il fallimento dell'operazione Solstizio e con i sovietici ormai a pochi chilometri da Berlino, il 20 marzo 1945 Heinrici fu nominato a capo del Gruppo d'armate Vistola: l'ultima grande unità tedesca che si frapponeva ai sovietici prima di giungere a Berlino.
Sotto il comando di Heinrici rimanevano unicamente due armate (la IX del generale Theodor Busse e la III Armata corazzata di Hasso von Manteuffel), che dovevano difendere un tratto di fronte assai delicato: il corso del fiume Oder. Heinrici stimò correttamente che la principale spinta sovietica sarebbe avvenuta attraverso l'Oder e lungo la principale autostrada in direzione est-ovest. Egli decise di non cercare di difendere le sponde del fiume con nulla più che una cortina di leggere schermaglie. Invece fece in modo che i suoi genieri fortificassero le Alture Seelow, che sovrastavano l'Oder nel punto in cui l'autostrada lo attraversava.
Il comandante tedesco così iniziò ad assottigliare le linee in altre aree per aumentare il numero di uomini disponibili per difendere le alture. I genieri dell'esercito tedesco trasformarono la piana alluvionale dell'Oder, già saturata dalle piogge primaverili, in una palude, liberando l'acqua di una riserva a monte. Dietro a questa palude costruirono tre cinture difensive, che arrivavano fino ai sobborghi di Berlino. Queste linee furono ulteriormente fortificate con buche e postazioni per cannoni anticarro, oltre che con un'estesa rete di trincee e bunker.
Nonostante questi accorgimenti il Gruppo d'armate Vistola rimase in un rapporto di inferiorità numerica di quasi 11 a 1. Più volte Heinrici cercò di ottenere rinforzi da Guderian, capo di Stato maggiore dell'OKH, e dal suo sostituto Krebs, ma ricevette solo vane promesse. Ad aggravare ulteriormente la situazione fu lo stesso Hitler, che decise di sollevare dalla disponibilità di Heinrici le uniche tre divisioni corazzate di cui disponesse per affidarle al gruppo d'armate comandato da Ferdinand Schörner, che difendeva Praga nella previsione, del tutto errata, che l'attacco principale di Žukov si dirigesse sulla città cecoslovacca e non su Berlino; Heinrici decise di incontrare personalmente Hitler, implorandolo di restituirgli le uniche divisioni che avrebbero potuto più seriamente impegnare Žukov e di evacuare la guarnigione di Francoforte sul Meno da lui ritenuta indifendibile.
Dapprima accomodante e disponibile, Hitler esplose poi in un violento moto d'ira che lo portò a sproloquiare sul fatto che le fortezze (anche se esistevano solo nella sua testa) dovevano essere difese fino all'ultimo uomo. Persa la speranza di riavere tali unità, Heinrici chiese almeno dei rinforzi, sostenendo di essere completamente sprovvisto di riserve. Doenitz, Goering e Himmler, per accaparrarsi l'approvazione di Hitler, misero rispettivamente a disposizione 12.000 marinai appena fatti sbarcare dalla Kriegsmarine più una divisione di fanteria di marina, 100.000 uomini della Luftwaffe (per la maggioranza avieri e impiegati e solo una divisione di paracadutisti, completamente priva d'esperienza), 25.000 uomini delle SS (in maggioranza armati solo di pistola). Heinrici quindi si trovò senza carri armati, senza artiglieria e con 150.000 uomini, per la maggior parte disarmati e privi di addestramento militare, a respingere l'offensiva di varie armate sovietiche. Heinrici, pur consapevole dell'impossibilità di tale compito, attese la fine della riunione, alla quale intervenne il generale incaricato agli approvvigionamenti Walter Bhule, il quale assicurò che quei 150.000 sarebbero stati perfettamente armati ed equipaggiati.
La battaglia sull'Oder dal 16 al 19 aprile 1945 aprì la battaglia di Berlino. Inizialmente il dispositivo di difesa elastica messo a punto da Heinrici funzionò con discreto successo, ritardando l'avanzata sovietica; l'unico svantaggio era costituito dalla scarsità delle truppe e risorse a disposizione, che non permetteva una lunga resistenza contro un nemico tanto superiore. Il generale Heinrici ebbe modo di dire prima della battaglia che questa sarebbe potuta durare solo tre o quattro giorni senza la necessaria quantità di rinforzi; i rinforzi non arrivarono e la battaglia durò effettivamente quattro giorni prima di concludersi con una vittoria sovietica. Con la caduta delle alture Seelow, la strada per Berlino era ormai spianata.
Dopo la sconfitta nella battaglia delle Alture Seelow, il Gruppo d'armate Vistola entrò in crisi profonda. Heinrici si opponeva ai fantasiosi piani di Hitler per ricacciare i sovietici oltre i confini del Reich, suggerendo invece un ripiegamento a occidente delle unità praticamente circondate dai sovietici (come la 9. Armee). L'ostinazione del generale nel proporre una ritirata verso ovest non ottenne nessun risultato, se non quello di convincere Hitler che il Comandante del Gruppo d'armate Vistola andasse sostituito.
Dopo uno scontro con il Feldmaresciallo Wilhelm Keitel (capo dell'OKW) circa la propria intenzione di trasferire il gruppo di armate sotto il suo comando verso occidente, Heinrici fu sollevato dal comando il 29 aprile 1945. Il suo posto fu offerto al generale Hasso von Manteuffel (comandante della III Armata corazzata) che però non solo rifiutò, ma protestò anche contro il trattamento riservato al suo ex-comandante.

## Dopo la guerra
Una volta privato del comando, Heinrici si ritirò a Plön, dove fu catturato dagli inglesi il 28 maggio 1945. Rimase prigioniero fino al 1948, quando tornò in Germania. Ritiratosi a vita privata collaborò con lo scrittore statunitense Cornelius Ryan alla stesura del libro L'Ultima Battaglia, riferendo molti aneddoti dei suoi incontri con Hitler, Himmler e Gôring. Morì il 10 dicembre 1971.

## Gradi ricoperti e promozioni
- Leutnant (18 agosto 1906)
- Oberleutnant (17 febbraio 1914)
- Hauptmann (18 giugno 1915)
- Major (1º febbraio 1926)
- Oberstleutnant (1º agosto 1930)
- Oberst (1º marzo 1933)
- Generalmajor (1º gennaio 1936)
- Generalleutnant (1º marzo 1938)
- General der Infanterie (1º giugno 1940)
- Generaloberst (30 gennaio 1943)

## Fonti
- Antony Beevor, Berlino 1945: la caduta, BUR, Milano 2002
- Joachim Fest, La disfatta. Gli ultimi giorni di Hitler e la fine del Terzo Reich, Garzanti Libri, 2005
- Cornelius Ryan, L'ultima battaglia, BUR